# لوزيليا
لوزيليا هي بلدية في مدينة تورينو الحضرية، في منطقة بيمنتة الإيطالية، وتقع على بعد حوالي 30 كيلومتر (19 ميل) شمال تورينو .